# 150 (опытный бомбардировщик)
Дальний бомбардировщик «150», также известен как самолёт «150» — реактивный околозвуковой дальний бомбардировщик, разработанный группой немецких и советских специалистов в ОКБ-1 под руководством С. М. Алексеева. По боевому радиусу и бомбовой нагрузке самолёт должен был занять промежуточное между Ил-28 и Ту-16 положение. Несмотря на ряд использованных на самолёте технических новшеств (вынесение двигателей на подкрыльевые пилоны, электроприводы элементов управления и др.), и в целом успешные испытания, самолёт в серию не пошёл под предлогом избыточной дальности для фронтового бомбардировщика, и недостаточной — для стратегического. Единственный законченный лётный экземпляр потерпел крушение по вине лётчика и не восстанавливался. Разработанные для «150» инновации впоследствии нашли своё применение в других образцах советской авиатехники.

## История создания

### Немецкие специалисты в СССР
После крушения нацистской Германии многие авиационные специалисты, в отличие от специалистов по другим направлениям, остались не у дел. В начале 1946 года НКВД провело операцию по их сбору и вербовке, в результате которых значительную часть авиационных инженеров вывезли в подмосковное Подберезье, где предоставили комфортные условия для жизни и работы. Производственной базой для ещё безымянного ОКБ были участки авиационного завода № 256.
В конце 1946 года немецкие специалисты были разделены на ОКБ-1 и ОКБ-2. ОКБ-1 возглавил доктор Брунольф Бааде, специалист по стреловидности крыла, ранее работавший в КБ фирмы Юнкерс, полем деятельности данного бюро были тяжёлые самолёты. Некоторое время конструкторы занимались доработкой немецких проектов реактивных бомбардировщиков. Так, в рамках данной темы был разработан реактивный бомбардировщик EF-131, представлявший собой трофейный Junkers Ju 287, разработанный в 1944 году под руководством Филлипа фон Доэппа и доставшийся СССР недостроенным. К 1948 году до стадии лётных испытаний дошли два экземпляра EF-131, а к 1949 была заново создана документация на несколько улучшенный уже в СССР образец с двумя двигателями Микулина АМ-ТКРД-01, получивший наименование «140». В конце 1948 года главным конструктором как ОКБ-1, так и ОКБ-2 был назначен по просьбе немецких специалистов С. М. Алексеев, ранее работавший в ОКБ Лавочкина и разработавший ряд оригинальных проектов реактивной техники.

### Создание самолёта
Тактико-технические требования к новому бомбардировщику были составлены командованием Дальней бомбардировочной авиации ВВС во второй половине 1948 года. В основу самолёта лёг инициативный проект немецких специалистов 1948 года, фронтовой бомбардировщик РБ-2. В команду немецких специалистов влились советские инженеры, одновременно была налажена обратная связь ОКБ-1 с ведущими специалистами ЦАГИ, среди которых был конструктор В. М. Мясищев. Приказом министерства лёгкой промышленности также было налажено взаимодействие с советскими ОКБ, хотя некоторые современные исследователи сомневаются в плодотворности данного сотрудничества.
Изначально бомбардировщик имел обратную стреловидность крыла и единую кабину, унаследованную от проекта EF-131, однако уже на стадии обсуждения проекта с Алексеевым и согласования с ЦАГИ от обратной стреловидности было решено отказаться. Самолёт получил индекс «150», а внутри ОКБ прозвище Riese с нем. — «Великан». Ju-388L, предназначавшийся для отработки решений, применяемых на «150» получил индекс «145». Разработкой общего вида и компоновки самолёта руководил немецкий инженер Вокке, ему ассистировал советский инженер И. Л. Макаров.
В процессе обработки эскизного проекта было решено отказаться от использования двигателей АМ-03 (РД-03) Микулина, имевших бо́льшую тягу, но и большее лобовое сопротивление, в пользу ТР-3а Люльки. Согласно Л. П. Берне, принимавшему участие в разработке самолёта, Бааде был резко против такой замены, однако большая часть исследователей полагают, что и Алексеев, и Бааде сошлись на целесообразности замены АМ-3 на ТР-3а. Согласно данным Ефима Гордона, в процессе проектирования двигатель менялся как минимум три раза, в том числе директивно, однако в итоге Бааде лично отстоял двигатель ТР-3а в ноябре 1949 года.
В иных проектах реактивных бомбардировщиков конца 1940-х — начала 1950-х применялись мотогондолы (Ил-28, Су-10), имевшие несколько меньшее лобовое сопротивление, но применение пилонов позволяло уменьшить вес противофлаттерных грузов и резко повышало подъёмную силу. Подобное расположение двигателей было предложено специалистами ОКБ-34, которые ранее воплотили развитые мотогондолы на опытном бомбардировщике Ил-22. ЦАГИ рекомендовало Т-образное хвостовое оперение сильной стреловидности, ранее успешно апробированное в истребителях. Затрудняющим фактором была взаимосвязь немецких и советских специалистов — приходилось совмещать немецкие и советские единицы измерения, свою роль играл и языковой барьер.
Споры вызвало применение велосипедного шасси, так, на истребителе Як-50 оно показало себя не с лучшей стороны, однако уже использовалось на опытных самолётах Алексеева. Бааде предложил использовать «приседающее» на взлёте шасси, создающее положительный угол атаки и расположенное ближе к центру тяжести самолёта. Данная схема была экспериментально смонтирована на И-215Д, игравшего роль летающей лаборатории для ОКБ-1. Несмотря на успешные испытания, споры внутри ОКБ (как между советскими, так и немецкими специалистами) не прекращались, и Алексеев приказал устроить показательную демонстрацию возможностей шасси — после перегонки И-215Д в ноябре 1949 года лётчик-испытатель Фёдоров около получаса маневрировал на земле по опытному аэродрому на высокой скорости, резко входя в повороты и огибая препятствия, после чего дискуссии прекратились.
Для самолётов была разработана оригинальная система управления в которой силовые приводы вращательного типа отклоняли рули и элероны посредством сложных механических передач. Согласно одним источникам, в качестве приводов использовались электромоторы, которые, в свою очередь, управлялись посредством электрических сигналов от командных рычагов (фактически — Электродистанционная система управления). При отказе обоих двигателей питание приводов должно было осуществляться от генератора, приводимого аварийной воздушной турбиной. По другим данным, в качестве приводов использовались гидромоторы. Для отработки этой, не имевшей аналогов, системы управления использовалась летающая лаборатория на основе самолёта Ju-388L.
Концевые стойки шасси убирались внутрь обтекателей, которые размещались на окончании плоскостей и одновременно играли роль противофлаттерных грузов. ОКБ также прорабатывало альтернативный вариант — стойки в нижней части двигательных пилонов. По данным ЦРУ, данный вариант существовал только на полноразмерном макете. Впоследствии он был применён в пассажирском лайнере Baade 152, основанном на проекте бомбардировщика «150». В июле 1949 работы над «150» были приостановлены из-за возможной постановки в серию бомбардировщика «140» в разведывательном варианте, работу вела только группа, обеспечивающая интеграцию двигателей ТР-3а.
Разработка самолёта возобновилась только осенью того же года. После очередной директивной смены мотора с ТР-3а на АМ-03 и обратно, в октябре была произведена продувка модели «150» в аэродинамической трубе, а пилоты-испытатели начали подготовку на самолёте-аналоге «145». К февралю 1950 был закончен весь объём чертежей по проекту, и начиная с мая 1950 года началась сборка опытного образца. Параллельно проходили испытания обстрелом протектированного топливного бака, и при участии А. М. Люльки продолжалась работа по интеграции двигателей АЛ-5 (такое название в 1950 году получил модернизированный ТР-3а).

### Испытания
Хотя самолёт был в целом готов в мае 1951 года, из-за неполучения двигателей и задержки в монтаже электросистем выкатка опытного образца состоялась только в декабре. Так как опытный аэродром завода № 1 не мог обеспечить взлёт тяжёлого самолёта, было принято решение самолёт разобрать и вывезти в Луховицы. 8-11 августа лётчик-испытатель Яков Верников совершил 19 пробных пробежек на самолёте со средней скоростью около 180 км/ч. Из-за непогоды, испортившей грунтовый аэродром, первый испытательный взлёт откладывался и состоялся только 5 сентября 1952 года. В 13:00 бомбардировщик «150» впервые взлетел с аэродрома Луховицы с неполным экипажем — пилот-испытатель Я. Верников, пилот-оператор РЛС Е. Жарков, штурман и радист.
20 октября 1952 года ведущий конструктор Обрубов приказал готовить документацию к серийному производству. 22 декабря Бааде на консилиуме внёс предложения по усовершенствованию системы управления рулём направления, а через месяц во время испытательного полёта самолёт выкатился за пределы ВПП и протаранил рощу молодых деревьев, ветки попали в левый двигатель и его пришлось демонтировать. В то время как двигатель ремонтировался, был разработан и изготовлен разведывательный контейнер с фотоаппаратом АФА-33/75, предназначенный для бомбоотсека. В феврале 1953 года к программе испытаний присоединился лётчик-испытатель Д. В. Зюзин, который смог бы заменить Верникова в случае форс-мажора. Он прошёл программу подготовке на кабине-имитаторе самолёта «150» и самостоятельно провёл несколько скоростных пробежек по ВПП на самолёте. В марте профиль крыла был доработан из-за периодически возникавшей в полёте продольной раскачки. 19 марта комиссией был сделан предварительный отчёт по испытаниям, согласно которым параметры самолёта соответствуют таковым в техническом задании на проект, а ряд параметров превосходит расчётные.
К 9 мая 1953 года самолёт совершил 14 официальных полётов и 2 — незарегистрированных в испытательных документах. При этом произошли ряд мелких инцидентов — система управления периодически давала отказы, а в 16-м полёте (16 апреля 1953 года) из-за отказа усиления автомата загрузки произошла жёсткая посадка с повреждением передней стойки шасси. Ремонт занял две недели, однако 9 мая, в 17 полёте, самолёт вновь попал в аварию. Выполняя заход против солнца, лётчик-испытатель Яков Верников допустил серьёзную ошибку, убрав раньше времени мощность двигателя. В результате самолёт упал с высоты около 5-10 метров, некоторое время проскользив по ВПП. При этом были повреждены двигатели, шасси разрушилось, но по счастливому стечению обстоятельств никто из членов экипажа не пострадал. Брунольф Бааде оценил ущерб в 100—300 тысяч рублей, лётчик-испытатель был понижен в классе до лётчика второго класса (Алексеев ошибочно указывал в своих воспоминаниях, что экипаж не был наказан). Полноценно отремонтировать самолёт можно было только на заводе № 256, который к тому времени был загружен производством ракет. Летом 1953 года проект был неофициально закрыт, осенью «на дрова» были сданы деревянные макеты, связанные с самолётом «150». В ноябре ведущий конструктор Обрубов посетил министерство авиационной промышленности, где получил указание об окончательном закрытии проекта. Заводские испытания были официально завершены, повреждённый самолёт был вывезен в Москву и разобран, и 30 декабря проект был официально закрыт, а все данные были распределены между ОКБ Сухого, Туполева и Бериева, а данные по реактивным ускорителям были переданы в КБ Картукова.

## Конструкция

### Фюзеляж
Фюзеляж самолёта — цельнометаллический, в большей части цилиндрического сечения. За передней гермокабиной была установлена турельная установка ДБ-23 с двумя мелкокалиберными пушками. В центральной части располагался бомбоотсек, сразу за ним — протектированные топливные баки. За топливными баками сечение плавно переходило в эллиптическое. В хвостовой части располагалась герметичная кабина хвостового стрелка, оснащённая двухпушечной турельной установкой ДБ-25 и защищённая бронестеклом.
Кабина экипажа — герметичная, многопереплётная. В верхней части передней кабины под многопереплётным колпаком располагались командир, второй пилот, стрелок-радист и оператор РЛС. Штурман располагался в носовой части самолёта и имел отдельное панорамное стекло обзора. Все рабочие места, включая место хвостового стрелка оборудованы катапультными креслами. В районе кабины экипажа с нижней части фюзеляжа присутствовал радиопрозрачный наплыв, прозванный испытателями «бородой», содержащий обзорную РЛС и посадочные фары.

### Крыло и оперение
Крыло самолёта — прямой стреловидности. На законцовках плоскостей имелись противофлаттерные грузы, совмещённые с поддерживающим крыло в стояночном положении шасси. По рекомендации ЦАГИ для большей технологичности крыло было поделено на четыре отсека. Взлётно-посадочная механическая часть каждого из отсеков состояла из двух секций. На взлёте и посадке закрылки приводились в действие электродвигателями. Щелевые элероны и рули хвостового оперения состояли каждый из трёх секций, что по замыслу конструкторов, повышало их живучесть. Хвостовое оперение выполнено Т-образным.
Стреловидность по передней кромке крыла — 35 градусов, поперечный V крыла составляла +8 градусов. Стреловидность киля — 45 градусов.

### Силовая установка
Силовая установка самолёта представляла собой два двигателя АЛ-5 ОКБ Люльки, тягой по 5000 кГс, и имевших семиступенчатый компрессор. Каждый двигатель был вынесен вперёд и несколько вниз на пилонах. Внутри пилонов располагались небольшие баки для керосина объёмом по 10 литров, использовавшиеся при запуске двигателя. При отказе одного двигателя самолёт мог продолжить полёт и совершить безопасную посадку. Работу вспомогательных электрических систем обеспечивали два генератора ГСР-9000 и два 12В тридцатиячеечных аккумулятора. При аварийной ситуации на штанге из фюзеляжа выдвигался аварийный ветроэлектрогенератор. Для самолёта КБ Картукова
разработало для самолёта твердотопливный ускоритель «126-1», тягой в 2000 кг, сокращавший взлёт на 500—600 метров. На опытном образце применялось четыре таких ускорителя.

### Шасси
Шасси — велосипедного типа, с двумя дополнительными опорами, установленными в законцовках крыла. Основные стойки были оснащены гидравлическими тормозами. Для улучшения управляемости шасси было установлено ближе к центру тяжести самолёта, при этом его часть при взлёте прижималась к ВПП весом самолёта с помощью гидравлики, создавая положительный угол атаки, что упрощало взлёт. Кроме того, ширина колеи передней пары колёс и задней различались, что ослабляло требования к подготовке грунтового аэродрома.

### Вооружение

Хвостовая турель. На опытном образце вооружение не устанавливалось

Бомбардировщик имел две турели: ДБ-23, прикрывающую верхнюю полусферу и расположенную сразу за верхним остеклением кабины экипажа, и ДБ-25, прикрывающую хвостовую полусферу и расположенную в хвостовой гермокабине. Каждая штатно должна была оснащаться двумя 23 мм пушками Ш-23 ОКБ-15 (не путать с ГШ-23) c запасом 300 снарядов на турель. Оператор ДБ-23 располагался в передней гермокабине и использовал перископический прицел ПСП-150. При этом турель была оснащена синхронизатором, препятствующем стрельбе на линии хвостового оперения. Оператор ДБ-25 использовал коллиматорный прицел ПСК-81. Кроме того, ещё одна Ш-23 была неподвижно закреплена на правом борту носовой части, её боезапас составлял 100 выстрелов. Таким образом, вооружение бомбардировщика состояло из 5 пушек. На лётном экземпляре турели были установлены без пушек.

### Бомбовое вооружение
Самолёт имел бомбовый отсек диаметром примерно 2,5 метра, его загрузка могла сильно варьироваться от набора 6хФАБ-100 до 12 ФАБ-500 или 1 ФАБ-3000. Бомбометание вёл штурман при помощи бомбардировочного прицела ОПБ-5СН и курсового стабилизатора АП-5.

### Электрооборудование
При серийном производстве «150» предполагалось оснащать панорамной РЛС. Её блоки и излучатель располагались в радиопрозрачном колпаке под передней частью самолёта (быстро прозванной инженерами и испытателями «бородой»); при этом исследователи расходятся в вопросе того, была ли эта РЛС установлена на единственном лётном образце, большинство (включая Алексеева) указывает, что была, некоторые — что нет. Второй пилот, он же — оператор РЛС располагался в единой кабине справа от командира. Электропитание штатно осуществлялось за счёт двух генераторов ГСР-9000 и двух 30-ячеечных батарей мощностью 12А каждая. Авионика также включала в себя: радиостанцию РСИУ-3, передатчик РСБ-5, интерком СПУ-5, автопилот АРК-5, радиовысотомеры РВ-5 и РВ-10, транспондеры «Барий-М» и «Магний». Бомбардировщик использовал первую в СССР серийную КГС СП-50 «Материк».
Носки крыла и оперения, обечайки воздухозаборников были оборудованы противообледенительными электрообогревателями.

## Характеристики
Источник данных: 

Технические характеристики
- Экипаж: 5 человек
- Длина: 26,74 м
- Размах крыла: 24,1 м
- Высота: 7,6 м
- Площадь крыла: 115 м2
- Масса пустого: 26 800 кг
- Нормальная взлётная масса: 38 000 кг
- Максимальная взлётная масса: 47 000 кг
- Масса топлива во внутренних баках: 9000—18 000 кг
- Силовая установка: 2 × ТРД АЛ-5
- Тяга: 2 × 5000 кГс

Лётные характеристики
- Максимальная скорость: 

  - у земли: 790 км/ч
  - на высоте 4000 м: 970 км/ч
- Перегоночная дальность: 4500 км
- Практический потолок: 12 500 м
- Время набора высоты 5000 метров: 5—8 минут
- Скороподъёмность: 5—8 м/с
- Нагрузка на крыло: до 6000 кг
- Длина разбега: 1200 м
- Длина пробега: 700 м

Вооружение
- Стрелково-пушечное: пять 23-мм Ш-23
- Точки подвески: бомбовый отсек
- Боевая нагрузка: до 6000 кг
- Бомбы: 1500—6000 кг

## Модификации
- «150Р» — разведывательная модификация. Был построен полноразмерный макет[34].
- 15.1 [42] [43] — административный самолёт на 20-25 пассажиров, предлагался ведущим конструктором Бааде в качестве лайнера для первых лиц СССР[39].
- «15.2» [44] - четырёхдвигательный увеличенный вариант транспортно-пассажирского самолёта[45], проектировался в 1952-1954 годах[46]. Фактически стал основой для Baade 152.

## Оценка проекта
Проект достиг всех заданных в аванпроекте требований, в ряде случаев превзойдя их. Так, скорость на высоте уровня моря превысила расчётную на 60 км/ч. Кроме того, самолёт имел ряд технических новшеств, со временем нашедших свои ниши — двигатели на подкрыльевых пилонах, велосипедное шасси, электромеханическая система управления. Улучшенное велосипедное шасси делало взлёт и посадку упрощённой даже по сравнению с более распространёнными типами шасси, облегчая нагрузку на лётчика. При этом проблемы с двигателем привели к тому, что самолёт вышел на летные испытания уже на фоне успешной постановки в производство Ил-28 и Ту-16. Как результат, в условиях Холодной войны «150» оказался невостребованным по экономическим причинам. Однако необычный проект не остался забытым — после репатриации авиационных инженеров в ГДР именно на базе проекта Бааде был разработан пассажирский лайнер Baade 152.
Кроме того, наработки, использованные при конструировании бомбардировщика «150», были пристально изучены при создании стратегического бомбардировщика М-4. Так, электродистанционная система управления рассматривалась, но была отвергнута по причине сложности, недостаточной надёжности и большой трудоёмкости при доводке системы. «Приседающее» же велосипедное шасси впоследствии было модернизировано Мясищевым при создании бомбардировщика М-4. В процессе адаптации выяснилось, что в исходном виде система неприемлема для стратегических бомбардировщиков из-за эксплуатационных нагрузок, поэтому В. М. Мясищев и Г. Н. Назаров (некоторое время бывший ведущим инженером проекта «150») сделали шасси не «приседающим», а «вздыбливающимся» за счёт гидравлики передней стойки шасси.
Через три года после первого полёта «150» взлетел Ил-54, бомбардировщик, имеющий много компоновочных черт самолёта ОКБ-1: велосипедное «приседающее» шасси, стреловидное крыло, двигатели на пилонах.

## Сохранившиеся экземпляры
После закрытия программы самолёт «01» был разобран, а его детали и некоторые чертежи были переданы в МАИ. Самолёт некоторое время использовался как учебное пособие, его детали и агрегаты как минимум до 2002 года находились в учебном ангаре кафедры «101», в частности — деталь корня крыла.

## Моделизм
В отличие от пассажирского переработанного варианта, Baade 152, оригинальный бомбардировщик в моделизме не представлен.

## Комментарии
1. ↑  Самолётом-аналогом в проектировании летательных аппаратов называют летающую модель, на которой конструкторы отработывают ключевые решения проекта[25].